# José Eliomar da Silva
José Eliomar da Silva (Iguatu, 24 de setembro de 1923 - Itajaí, 22 de setembro de 2011) foi um médico, político e cronista brasileiro, responsável pela primeira cirurgia de redesignação sexual ocorrida no país.

## Carreira médica
Formado pela Faculdade de Medicina da Universidade Federal do Rio de Janeiro, estabeleceu-se como médico na cidade catarinense de Itajaí no ano de 1953. Foi diretor do extinto Hospital Santa Beatriz e do Hospital e Maternidade Marieta Konder Bornhausen.
Em 1959 foi o responsável pela primeira cirurgia de redesignação sexual ocorrida no país: um jovem que não identificava-se com o gênero feminino atribuído-lhe ao nascer o procurou e foi constatado um problema de hermafroditismo. O doutor José Eliomar realizou então a cirurgia, mudando todas as características do jovem para o sexo masculino. Ganhou as páginas do país através da extinta revista O Cruzeiro.

## Vida política
Foi candidato à Assembleia Legislativa de Santa Catarina nas eleições de 1962 pelo Partido Trabalhista Brasileiro, ficando como suplente. Por força de convocação, assumiu o mandato como deputado estadual entre os anos 1963 e 1967, na 5ª Legislatura.

## Obras
- Coronel também chora (1983)